# Jutrzenka (Borzytuchom)
Jutrzenka (deutsch Morgenstern) ist eine Ortschaft in der polnischen Woiwodschaft Pommern.  Sie gehört zur Gmina Borzytuchom (Gemeinde Borntuchen) im Powiat Bytowski (Bütower Kreis).

## Geographische Lage
Die Ortschaft liegt in Hinterpommern, etwa 200 Kilometer nordöstlich von Stettin, etwa elf Kilometer westnordwestlich der Kreisstadt Bütow und unweit des Borntuchener Sees. 

## Geschichte
Das ehemalige Amtsdorf Morgenstern des königlichen Amtes Bütow hatte um 1782 einen Freischulzenhof, elf Bauernstellen, einen Krüger, zwei Freischulzenkaten, einen Schulmeister und 17 Feuerstellen (Haushaltungen).
Anfang der 1930er Jahre hatte die Landgemeinde Morgenstern eine Flächengröße von 27,4 km². Innerhalb der Gemeindegrenzen standen insgesamt 81 bewohnte Wohnhäuser an sechs verschiedenen Wohnplätzen:
1. Abbauten Morgenstern
2. Forsthaus Machandel
3. Kamenz
4. Kamenzmühle
5. Morgenstern
6. Waldarbeitergehöft Kamenz

Im Jahre 1925 hatte die Gemeinde Morgenstern 554 Einwohner, 1939 wurden 431  Einwohner gezählt.
Bis 1945 bildete Morgenstern eine Landgemeinde im Kreis Bütow der preußischen Provinz Pommern des Deutschen Reichs. Morgenstern war dem Amtsbezirk Borntuchen zugeordnet.
Nach dem Zweiten Weltkrieg wurde Morgenstern 1945, wie ganz Hinterpommern, von der Sowjetunion der Volksrepublik Polen zur Verwaltung überlassen. Danach kamen Polen in das Dorf, von denen die einheimischen Dorfbewohner aus ihren Häusern und Wohnungen gedrängt wurden. Für Morgenstern wurde von der polnischen Administration die polonisierte Ortsbezeichnung ‚Jutrzenka‘ eingeführt. Die einheimische Bevölkerung wurde in der Folgezeit von der polnischen Verwaltungsbehörde aus Morgenstern  vertrieben. 

## Kirche
Die vor 1945 vorhandenen Dorfbewohner waren mit seltenen Ausnahmen Evangelische (Angehörige der Landeskirche) und gehörten zum Kirchspiel Borntuchen. Der Bestand an Kirchenbüchern in Borntuchen reichte bis 1758 zurück.
Das katholische Kirchspiel war in Bütow.
Die seit 1945 und Vertreibung der einheimischen Dorfbewohner anwesende polnische Einwohnerschaft ist überwiegend katholisch.